# Borstbeeld van Krishnapersad Khedoe
Het borstbeeld van Krishnapersad Khedoe werd op 20 februari 2018 onthuld in Wanica in Suriname. 
De onthulling werd een jaar na het overlijden van deze kunstenaar voltrokken door zijn vrouw, in aanwezigheid van vicepresident Ashwin Adhin, voorzitter Chan Santokhi van de VHP, minister Soeresh Algoe van LVV, voorzitter Shabier Ishaak van de SHI (Stichting Hindoestaanse Immigratie), voorzitter Aniel Manurat van de CUS (Culturele Unie Suriname) en diverse genodigden meer die ook een toespraak hielden. Het beeld werd gemaakt door Roel van den Burg uit Amersfoort uit Nederland.
De plechtigheid viel samen met de opening van het Krishnapersad Khedoe Museum waar het borstbeeld een prominente plek heeft gekregen. Op de sokkel staat de volgende tekst:
| Beeldhouwer Krisnapersad Khedoe 1940 – 2017 Onthuld door: L. Khedoe Harnam 20-02-2018 |